# Jantina (sommergibile 1933)
Lo Jantina è stato un sommergibile della Regia Marina.

## Storia
Partecipò clandestinamente alla guerra di Spagna, a partire dal dicembre 1937, senza conseguire alcun risultato. 
All'inizio della seconda guerra mondiale si trovava di stanza a Rodi – agli ordini del capitano di corvetta Vincenzo Politi –, in seno alla 52ª Squadriglia del V Gruppo Sommergibili.
La sua prima missione di guerra, dal 10 al 20 giugno 1940, consisté in un pattugliamento nel Canale di Caso (nei pressi di Creta), dal quale rientrò il 21 giugno senza riportare alcun avvistamento.
Dal 2 al 13 luglio stazionò tra Cerigo e Cerigotto, ascoltando anche all'idrofono rumore di eliche ma non riuscendo ad avvistare alcuna nave.
Rimase senza risultato anche la successiva missione dal 17 al 31 agosto, tra Capo Sidero e le Cicladi.
Dal 5 settembre al 10 ottobre fu sottoposto a lavori di manutenzione ordinaria.
Il 24-25 ottobre fu in agguato tra Scio e Kaloyeri.
Il 3 dicembre fu inviato nei pressi delle Cicladi, ma il giorno seguente dovette riparare a Taranto a causa di un grave guasto frattanto sopravvenuto.
Dal 20 dicembre al 30 maggio 1941 rimase in arsenale per lavori; fu poi dislocato ad Augusta.
L'11 giugno lasciò la base siciliana per portarsi nelle acque prospicienti Haifa, ma dopo quattro giorni dovette dirigere per Lero a causa di un'avaria ai motori.
Il 21 giugno, terminate le riparazioni, fu inviato largo dell'Egitto; alle 5.45 del 27 giugno, non appena ebbe raggiunto il suo settore d'operazioni, lanciò un siluro contro un cacciatorpediniere identificato come appartenente alla classe H e fu sentito uno scoppio; lo Jantina subì poi per ben due giorni pesante caccia con bombe di profondità e dovette tornare a Lero con gravi danni (fra cui anche vie d'acqua apertesi a bordo).
Ne fu deciso il rientro in Italia per poter effettuare le riparazioni. Alle 18.45 del 5 luglio 1941, mentre da Lero navigava alla volta di Brindisi, fu avvistato dal sommergibile HMS Torbay e fatto oggetto del lancio di sei siluri; le scie furono avvistate, ma troppo tardi per poter contromanovrare. Centrato da due siluri – uno a prua e l'altro a centro nave –, lo Jantina s'inabissò in meno di un minuto in posizione 37°21' N e 25°20' E (al largo dell'isola Mykonos): coloro che si trovavano sottocoperta affondarono con il sommergibile, e di quelli che erano in coperta o in torretta, e che furono gettati in mare dall'esplosione, solo 6 (il guardiamarina Giadrossi e cinque fra sottufficiali e marinai) riuscirono a salvarsi, dovendo nuotare sino a Mykonos.
Scomparvero in mare il comandante Politi, altri tre ufficiali e 38 fra sottufficiali e marinai.
In tutto lo Jantina aveva svolto 7 missioni offensivo-esplorative e 4 di trasferimento o addestrative.
Il relitto del sottomarino è stato individuato nel mese di novembre 2021 a sud dell'isola di Mykonos, a una profondità di 103 metri, dal team sub di Kostas Thoctarides, usando un veicolo sottomarino operato in remoto, il Rov Super Achilles, che ne ha effettuato una accurata ispezione visiva.